# Proclamación de la República (Benedito Calixto)
Proclamación de la República (en portugués, Proclamação da República) es un óleo sobre lienzo realizado en 1893 por el pintor brasileño Benedito Calixto. La imagen muestra la revolución político-militar que ocurrió cuatro años antes, el 15 de noviembre de 1889, que estableció la República de Brasil y, en consecuencia, derrocó a la monarquía parlamentaria constitucional del Imperio del Brasil.
El artista, autodidacta y relacionado con la élite de los cafeteros de São Paulo, recibió el encargo de reproducir el evento a través de fotografías y representaciones existentes. Fue la primera gran escena pintada por Benedito Calixto, quien hasta entonces solo había hecho retratos y recuperaciones de figuras históricas de pequeñas proporciones. Entre las obras que proponen retratar la Proclamación, Calixto trae una interpretación diferente, excluyendo el elemento civil del primer plano de la escena y colocando a Marechal Deodoro como figura central de la composición.
Sus dimensiones son de 123,50 por 200 cm y pertenece a la colección del Ayuntamiento de São Paulo. Actualmente se encuentra en la Pinacoteca del Estado de São Paulo.